# Willows-Nunatak
Der Willows-Nunatak ist ein 380 m hoher Nunatak an der Borchgrevink-Küste des ostantarktischen Viktorialands. Er ragt 1,5 km landeinwärts des Südufers der Wood Bay aus dem Bergsattel zwischen Kap Washington und dem Mount Melbourne auf.
Der United States Geological Survey kartierte ihn anhand eigener Vermessungen und Luftaufnahmen der United States Navy aus den Jahren von 1955 bis 1963. Das Advisory Committee on Antarctic Names benannte ihn 1968 nach A. O. Dennis Willows, der von 1965 bis 1966 als Biologe auf der McMurdo-Station tätig war.